# Jednolity System Elektronicznych Maszyn Cyfrowych

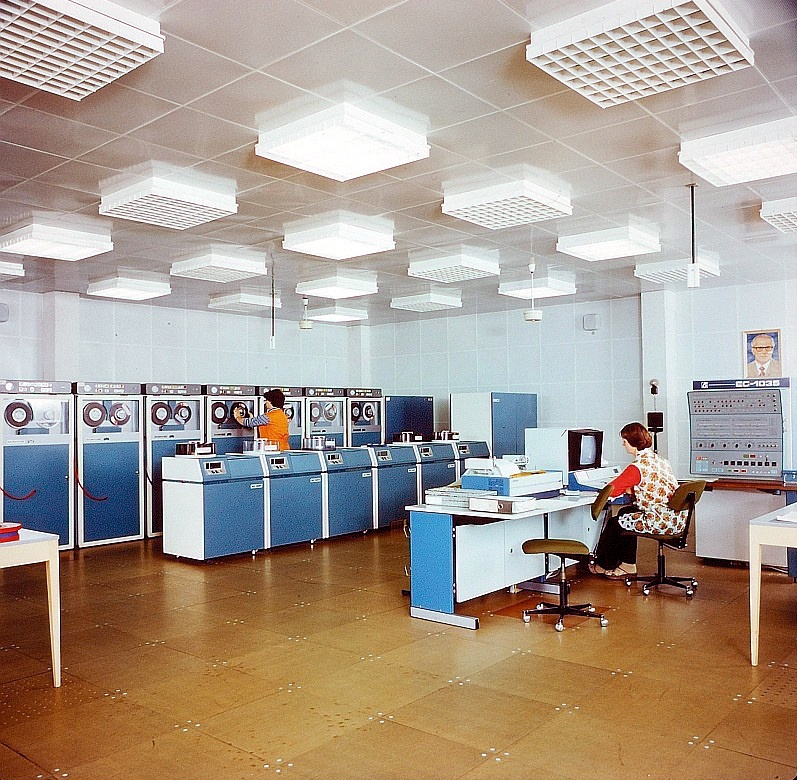
Widok pomieszczenia z systemem komputerowym EC-1035

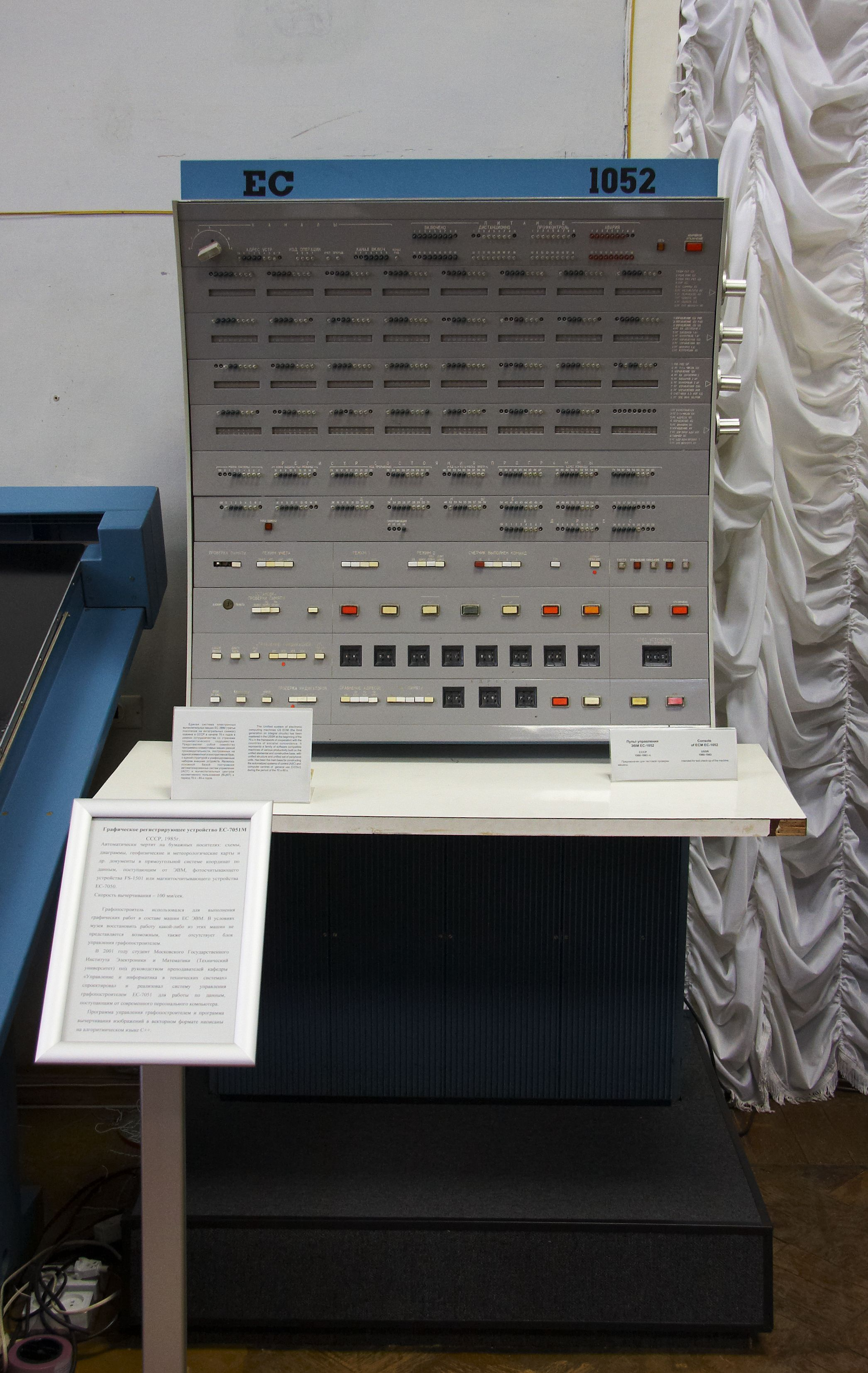
Pulpit komputera R-52 z 1978 r.

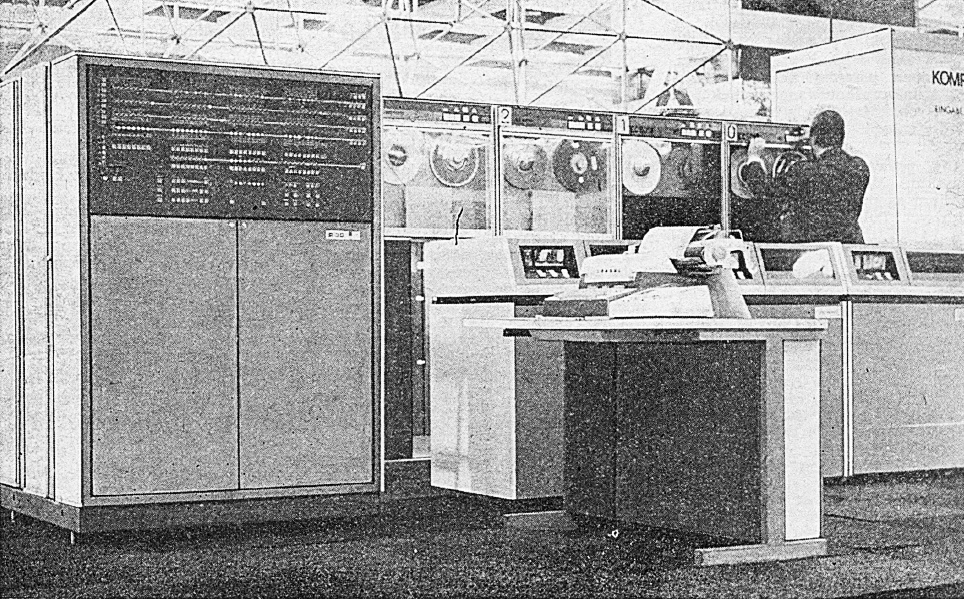
Wyprodukowany w Polsce komputer R-32

Jednolity System Elektronicznych Maszyn Cyfrowych (JS EMC, Riad) – systemy komputerowe, opracowywane i produkowane przez kraje RWPG w latach 1970–1991.

## Informacje ogólne
Były to zestawy typu mainframe i urządzenia komputerowe programowo zgodne z IBM System/360 (rodzina Riad R1) lub z IBM System/370 (Riad R2) oraz minikomputery R-10 i R-15. R-10 był produkowanym przez Węgrów na francuskiej licencji minikomputerem CII Mitra 1010 o całkowicie odmiennej organizacji i oprogramowaniu. 
Należały do nich jednostki centralne i urządzenia wejścia-wyjścia.
Poszczególne jednostki centralne różniły się między sobą:
- mocą obliczeniową,
- objętością pamięci operacyjnej,
- liczbą i szybkością kanałów wejścia-wyjścia,
- wewnętrzną strukturą logiczną,
- konstrukcją,
- techniką i technologią wytwarzania,

lecz posiadały jednakową architekturę logiczną, czyli działały według jednakowych zasad. Dzięki temu charakteryzowały się:
1. wymienialnością oprogramowania pomiędzy różnymi jednostkami centralnymi,
2. wykorzystaniem wspólnego zestawu urządzeń wejścia-wyjścia.

Wyjątkiem były minikomputery zgodne jedynie na poziomie danych.
Wszystkie urządzenia JS EMC działały w oparciu o kod EBCDIC, umożliwiający reprezentację 256 znaków (litera, cyfra, znak graficzny, znak specjalny, znak sterujący). Jeden znak zajmował 8 bitów.

### Produkcja
- ZSRR
  - systemy komputerowe Riad R1:
    - R-20
    - R-22
    - R-30 – nie w pełni uruchomiony prototyp przekazany do realizacji w Polsce nie został skończony
    - R-33
    - R-50
    - R-52
    - R-60

  - systemy komputerowe Riad R2:
    - R-35
    - R-45
    - R-61
    - R-65

  - pamięci taśmowe
  - pamięci dyskowe
  - drukarki wierszowe
  - sterowniki pamięci dyskowych i taśmowych
- Bułgaria
  - pamięci dyskowe na dyskach zmiennych 7,25, 29, 100, 200 i 330 MB
- Czechosłowacja
  - systemy komputerowe R-21
  - R-25
  - czytniki kart ARITMA
  - perforatory kart ARITMA
  - dziurkarko-sprawdzarki kart ARITMA
- NRD
  - systemy komputerowe Riad R1:
    - R-40

  - systemy komputerowe Riad R2:
    - R-55
    - R-55M

  - pamięci taśmowe EC-5019
- Polska
  - systemy komputerowe Riad R1:
    - R-32 (Elwro)

  - systemy komputerowe Riad R2:
    - R-34 (Elwro)

  - pamięci operacyjne dla jednostek centralnych
    - ferrytowe FJP
    - półprzewodnikowe

  - procesory teleprzetwarzania EC-8371.01 (Elwro)
  - systemy monitorów ekranowych MERA 7900 zdalnych i lokalnych (MERA-ELZAB)
  - pamięci taśmowe PT-3M (MERAMAT)
  - drukarki wierszowe DW-3M i DW 401 (MERA-BŁONIE)
  - konsole operatorskie oparte na drukarce mozaikowej DZM-180 (MERA-BŁONIE)
- Węgry
  - systemy komputerowe Riad R1:
    - R-10 (komputer)

  - systemy komputerowe Riad R2:
    - R-15

## Organizacja serii Riad R1

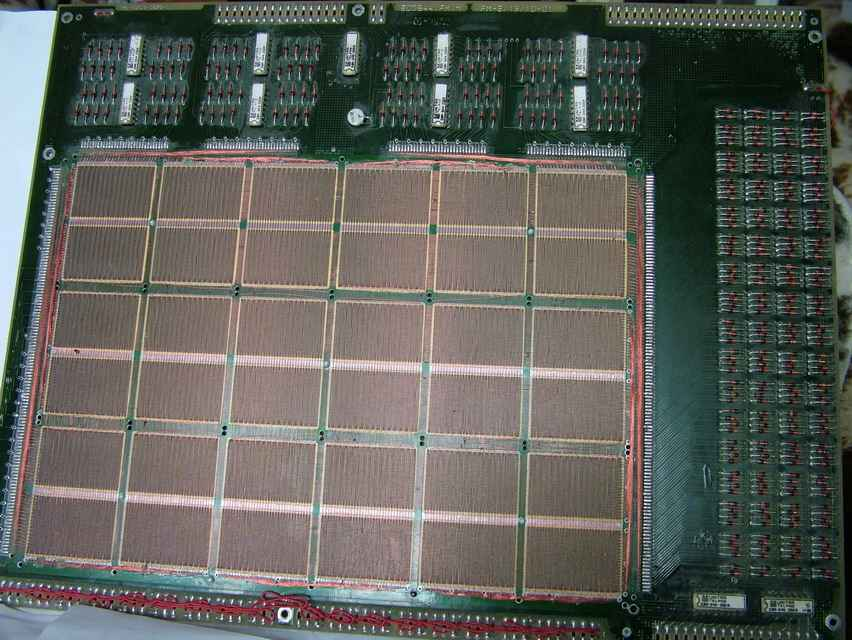
Płat pamięci ferrytowej FJP komputera R-32

### Pamięć operacyjna
- służyła do przechowywania rozkazów programu i danych
- organizacja:
  - logiczna: słowa o długości 32 bitów podzielone na 4 bajty
  - fizyczna zależna od modelu:
    - R-20 – słowo 8 bitów
    - R-30, R-32 – słowo 32 bity
    - R-40, R-50 – słowo 64 bity
- miała pojemność do 1 megabajta
- stosowana była początkowo pamięć ferrytowa, później pamięć półprzewodnikowa

### Procesor
- służył do realizacji rozkazów,
- wykonywał operacje arytmetyczne i logiczne na danych
- odczytywał i zapisywał informacje z/do pamięci operacyjnej
- inicjował w kanałach przesyłanie danych między urządzeniami wejścia-wyjścia a pamięcią operacyjną
- wyposażony był w:
  - 16 rejestrów ogólnych i 4 rejestry zmiennoprzecinkowe, umieszczone:
    - w R-20: w ferrytowej pamięci operacyjnej,
    - w R-30: w lokalnej pamięci pręcikowej,
    - w R-32 i wyższych: w lokalnej pamięci półprzewodnikowej, znacznie szybszej niż pamięć operacyjna.

### Kanały
- służyły do sterowania i kontrolowania procesu przesyłania danych z pamięci operacyjnej do urządzeń we-wy i w kierunku odwrotnym
- za pomocą systemu przerwań umożliwiały równoległą pracę różnych urządzeń zewnętrznych
- umożliwiały jednoznaczne adresowanie urządzeń
- występowały najczęściej w dwóch typach:
  - multiplexorowym – umożliwiającym podłączenie urządzeń zewnętrznych o niskiej prędkości przesyłanych danych (urządzenia kart i taśmy perforowanej, konsole operatorskie, drukarki)
  - selektorowym – sterującym pracą urządzeń zewnętrznych wymagających dużej prędkości przesyłania danych (magnetyczne pamięci zewnętrzne na dyskach i taśmach). Najczęściej kilka takich urządzeń było podłączonych do kanału selektorowego za pomocą grupowego kontrolera.

### Urządzenia we-wy
- konsola operatorska w różnych wykonaniach:
  - drukarka znakowo-mozaikowa z elektryczną maszyną do pisania
  - terminal alfanumeryczny z klawiaturą
- urządzenia kart dziurkowanych 80 kolumnowych:
  - czytnik kart perforowanych
  - perforator kart
- urządzenia taśm dziurkowanych:
  - czytnik taśmy
  - perforator taśmy
- drukarki:
  - drukarka wierszowa
  - drukarka znakowo-mozaikowa
- systemy monitorów ekranowych (lokalnych)
- teleprocesor wraz z systemem zdalnych terminali
- pamięć masowa
  - pamięć sekwencyjna na taśmach magnetycznych
  - pamięć o dostępie bezpośrednim na dyskach magnetycznych
  - pamięć o dostępie bezpośrednim na bębnach magnetycznych – wyjątkowo.

### Konstrukcja
Komputery składały się z modułów podzielonych na 3 poziomy zależnie od złożoności i funkcji:

#### 1 poziom
Płytka drukowana o szerokości 140 i długości 150 mm z dwoma, żeńskimi złączami pośrednimi na płytce. Przy druku dwustronnym na płytce mieściło się do 40, a przy wielowarstwowym do 72 układów scalonych. W komputerze R-32 zastosowano moduły podwójnej szerokości.

#### 2 poziom
Moduły pośredniej wielkości.

#### 3 poziom
- Szafa 19 calowa wysokości człowieka.
- Jednostka centralna i podobnej wielkości urządzenia zewnętrzne.

Moduły komputera R-32

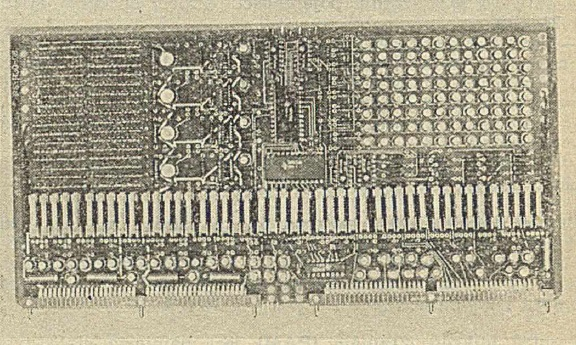
Płytka drukowana pamięci mikroprogramu 1 poziom.
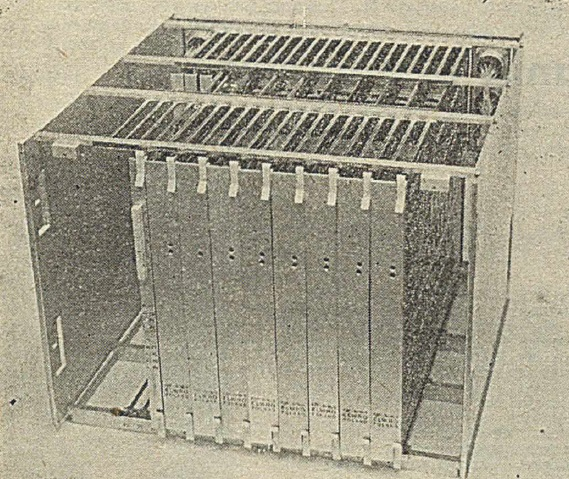
Kaseta pamięci operacyjnej 2 poziom.
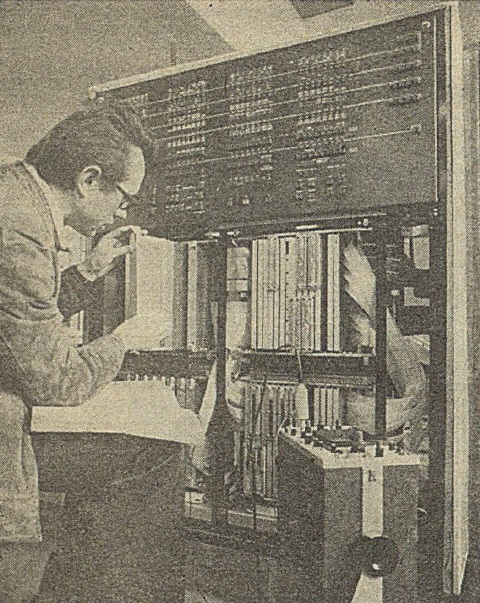
Jednostka centralna 3 poziom.

### Oprogramowanie

#### System operacyjny(OS JS)
Stanowi nieodłączną część systemów komputerowych. Spełnia rolę pośrednika między użytkownikiem a sprzętem i bibliotekami programów (tzw. zasobami systemu).
Zasadnicze zadania systemu operacyjnego to:
- automatyzacja tworzenia, kodowania, sprawdzania i wykonywania programów realizujących żądane algorytmy
- kontrola i optymalizacja wykorzystania zasobów systemu
- automatyzacja przepływu zadań użytkownika w systemie
- automatyzacja czynności operatorskich
- identyfikacja i ochrona zbiorów danych

System operacyjny tworzą programy, które można sklasyfikować w dwie grupy:
1. Programy sterujące, w skład których wchodzi:
  1. główny program koordynujący (Master Scheduler) – sterujący wszystkimi operacjami w kombinacji system komputerowy-system operacyjny;
  2. koordynator przebiegu zadań (Job Scheduler) – wprowadzający do systemu opisy zadań przeznaczonych do wykonania, planujący i inicjujący ich wykonanie pod kontrolą supervisora;
  3. programy metod dostępu do zbiorów danych, sterujące wymianą informacji między pamięcią operacyjna a urządzeniami wejścia-wyjścia;
  4. supervisor wejścia-wyjścia planujący i inicjujący operacje wejścia-wyjścia oraz obsługujący przerwania wejścia-wyjścia;
  5. główny program nadzorczy – supervisor, nadzorujący podział zasobów systemu w trybie pracy wieloprogramowej.
2. Programy przetwarzające, na które składają się:
  1. Translatory języków programowania:
    1. asembler (język maszynowy, o przeznaczeniu uniwersalnym);
    2. PL/I (język do przetwarzania danych, o przeznaczeniu uniwersalnym);
    3. FORTRAN, Algol (języki do zastosowań naukowo-technicznych);
    4. COBOL, RPG (języki do zastosowań ekonomiczno-handlowych).

  2. Programy serwisowe:
    1. program łączący (LINK) i program ładujący (LOADER);
    2. program sortowania zbiorów danych;
    3. programy pomocnicze (głównie do przenoszenia zbiorów danych z jednego nośnika na drugi).

System OS/JS zawiera środki generowania pozwalające użytkownikowi na przystosowanie systemu otrzymanego od producenta do efektywnej pracy na konkretnym zestawie urządzeń.
Wersje systemu operacyjnego
1. MFT (Multiprogramming with a fixed number of tasks) – konfiguracja wieloprogramowa ze stałą liczbą akcji. Wymagał co najmniej 128 KB pamięci operacyjnej, pozwalając na równoległe przetwarzanie 15 zadań i w ramach nich 15 kroków.
2. MVT (Multiprogramming with a variable number of tasks) – konfiguracja wieloprogramowa ze zmienną liczbą akcji. Wymagał co najmniej 256 KB pamięci operacyjnej, pozwalając na równoległe przetwarzanie 15 zadań i w ramach nich dowolnej liczby kroków.

#### Języki programowania
- asembler
- Algol
- COBOL
- Fortran
- RPG
- PL/I
- Logel
- Pascal

## Zestawienie
| Model      | Początek produkcji | Prędkość, operacji na sekundę | Pamięć operacyjna, KiB                           | Cykl RAM, μs |
| ---------- | ------------------ | ----------------------------- | ------------------------------------------------ | ------------ |
| Riad 1     |                    |                               |                                                  |              |
| ЕС-1010    | 1971               | {\displaystyle 2,75*10^{3}}   | 8 - 64                                           | 1            |
| ЕС-1012    |                    |                               |                                                  |              |
| ЕС-1020    | 1972               | {\displaystyle 2*10^{4}}      | 64 - 256                                         | 2            |
| ЕС-1021    | 1972               | {\displaystyle 4*10^{4}}      | 16 - 64                                          | 2            |
| ЕС-1022    | 1975               | {\displaystyle 4*10^{4}}      | 128 - 512                                        | 2            |
| ЕС-1030    | 1973               | {\displaystyle 6*10^{4}}      | 128 - 512                                        | 1,5          |
| ЕС-1032    | 1974               | {\displaystyle 2*10^{5}}      | 128 - 1024                                       | 1,2          |
| ЕС-1033    | 1976               | {\displaystyle 2*10^{5}}      | 512 - 1024                                       | 1,25         |
| ЕС-1040    | 1971               | {\displaystyle 3.5*10^{5}}    | 256 - 1024                                       | 1,25         |
| ЕС-1050    | 1973               | {\displaystyle 5*10^{5}}      | 128 - 1024                                       | 1,25         |
| ЕС-1052    | 1978               | {\displaystyle 7*10^{5}}      | 1024 - 8192                                      |              |
| Riad 2     |                    |                               |                                                  |              |
| ЕС-1060    | 1977               | {\displaystyle 2*10^{6}}      | 2048 - 8192                                      | 0,65         |
| ЕС-1015    |                    |                               |                                                  |              |
| ЕС-1025    | 1979               | {\displaystyle 6*10^{5}}      | 256                                              | 1,5          |
| ЕС-1035    | 1977               | {\displaystyle 1.5*10^{5}}    | 256 - 1024                                       | 1            |
| ЕС-1045    | 1979               | {\displaystyle 8*10^{5}}      | 1024 - 4096                                      | 1            |
| ЕС-1055    | 1979               | {\displaystyle 6*10^{5}}      | 1024 - 2048                                      | 1,14         |
| ЕС-1061    | 1983               |                               | 8192                                             |              |
| ЕС-1065    | 1984               |                               |                                                  |              |
| Riad 3     |                    |                               |                                                  |              |
| ЕС-1036    | 1983               | {\displaystyle 4*10^{5}}      | 2048 - 4096                                      |              |
| ЕС-1046    | 1984               | {\displaystyle 1,3*10^{6}}    | 4096 - 8192                                      | 1            |
| ЕС-1066    | 1986               | {\displaystyle 4,5*10^{6}}    | 8192 - 32768 (Dla wersji dwuprocesorowej)        | 0,4          |
| ЕС-1087.20 | 1988               | {\displaystyle 1,5*10^{7}}    | 32768 - 294912 (z dwoma blokami pamięci ЕС-3948) |              |
| ЕС-1007    | 1986               |                               | 1024 - 4096                                      |              |
| Riad 4     |                    |                               |                                                  |              |
| ЕС-1130    | 1994               |                               |                                                  |              |
| ЕС-1181    | 1994               |                               |                                                  |              |
| ЕС-1220    | 1995               |                               |                                                  |              |